# Jean Alexandre Buchon
Pour les articles homonymes, voir Buchon.
Jean Alexandre Buchon, né à Menetou-Salon (Cher) le 21 mai 1791 et mort à Paris le 29 avril 1846, est un historien et homme politique français.

## Biographie
Après des études à Bourges, il suit sa famille à Paris, en 1813, lorsque son père, ruiné par une affaire de fournitures aux armées doit fuir le Berry. Finalement, son père s'enfuit définitivement en Californie. Jean-Alexandre devient alors le seul soutien de ses six frères et sœurs. Il se fait répétiteur en Angleterre et publie en 1818 un Voyage en Irlande. Il traduit en 1822 le volume des Antiquités grecques de Robinson.
Il prend une part active aux efforts du parti libéral sous la Restauration comme rédacteur du Censeur européen, de La Renommée et du Constitutionnel, puis se renferme dans les travaux d'érudition. À partir de 1822, il voyage et recueille des documents en vue de la publication d'une Collection des chroniques nationales françaises, parue ente 1824 et 1828 en 47 volumes. Il contribue à faire connaître Georges Chastelain et Jean Molinet, édite les Chroniques de Jean Froissart. En 1828, Martignac le charge de visiter les bibliothèques et archives de France et le nomme, l'année suivante, inspecteur général des archives. Destitué sous le ministère Polignac à cause de ses opinions, il s'occupe essentiellement, de 1830 à 1839, de la publication du Panthéon littéraire (1836-1845), un recueil d'œuvres du Moyen Âge et des temps modernes en 56 volumes, puis est chargé en 1840-1841 d'une mission en Grèce, d'où il rapporte de nombreux documents  et un récit de voyage détaillé La Grèce continentale et la Morée.
Il laisse de nombreux inédits sur son passage en Eubée, dans les Cyclades et les îles Ioniennes qui sont publiés par Jean Longnon en 1911.
Jean-Alexandre Buchon est l'oncle maternel d'Édouard Drumont. Maurice Barrès évoque Buchon dans Le Voyage de Sparte.

## Principales publications
- Collection de chroniques nationales écrites en langue vulgaire du treizième au seizième siècle, 47 volumes, 1824-1829
- Maître Pierre ou le savant de village. Histoire populaire des Français, 1832
- Choix d'ouvrages mystiques, 2 volumes, 1835
- Quelques Souvenirs de courses en Suisse et dans le pays de Baden, 1836
- Choix de moralistes français, 1836
- Choix de chroniques et mémoires sur l'histoire de France, 19 volumes, 1836-1875
- Choix des historiens grecs, 1837
- Choix de monuments primitifs de l'Église chrétienne, 1837
- Œuvres complètes de Thucydide et de Xénophon, traduction, 1839, reprise dans le Panthéon littéraire.
- Lettres édifiantes et curieuses concernant l'Asie, l'Afrique et l'Amérique, avec quelques relations nouvelles des missions et des notes géographiques et historique, 4 volumes, 1838-1843
- Esquisse des principaux faits de nos annales nationales du XIIIe au XVIIe siècle, tels qu'on les trouve présentés dans leur germe, leur développement et leurs conséquences dans la collection de nos écrivains originaux de chroniques et mémoires, 1840
- Recherches et matériaux pour servir à une histoire de la domination française aux XIIIe, XIVe et XVe siècles dans les provinces démembrées de l'Empire grec à la suite de la quatrième croisade, 1840
- Chroniques étrangères relatives aux expéditions françaises pendant le XIIIe siècle, 1840
- La Grèce continentale et la Morée, voyage, séjour et études historiques en 1840 et 1841, 1843
- Nouvelles recherches historiques sur la principauté française de Morée et ses hautes baronnies, à la suite de la quatrième croisade, faisant suite aux « Éclaircissements historiques, généalogiques et numismatiques sur la principauté française de Morée », 2 volumes, 1843
- Histoire des conquêtes et de l'établissement des Français dans les États de l'ancienne Grèce, sous les Ville-Hardoin, à la suite de la 4e croisade, 1846
- Voyage dans l'Eubée : les Iles ioniennes et les Cyclades en 1841, 1911

## Source
Cet article comprend des extraits du Dictionnaire Bouillet. Il est possible de supprimer cette indication, si le texte reflète le savoir actuel sur ce thème, si les sources sont citées, s'il satisfait aux exigences linguistiques actuelles et s'il ne contient pas de propos qui vont à l'encontre des règles de neutralité de Wikipédia.